# Koby Israelite
Koby Israelite (* 23. listopadu 1966 Tel Aviv) je izraelský hudebník-multiinstrumentalista, jehož hlavním nástrojem je akordeon, dále hudební producent a skladatel. Ve svých šesti letech začal hrát na klavír, v patnácti pak přešel k bicím a rovněž občas hrál na kytaru svého bratra. I když už v Izraeli hrál v různých neprofesionálních kapelách, když se přestěhoval do Londýna, až zde se začal hudbě věnovat naplno. Poslal své demo nahrávky svému vzoru Johnu Zornovi a následně podepsal smlouvu s jeho vydavatelství Tzadik Records. U tohoto vydavatelství vydal tři alba složená z vlastních skladeb; Dance of the Idiots (2003), Mood Swings (2005) a Is He Listening? (2009). V roce 2006 vydal album Orobas: Book of Angels Volume 4 složené ze Zornových skladeb. V roce 2013 vydal album Blues from Elsewhere.